# الحاسبة (ويندوز)
الحاسبة هي تطبيق حاسبة مدمج في نظام ويندوز.

## وصف
ويضم العرض الافتراضي للبرنامج لوحة مفاتيح رقمية وأزرار للجمع والطرح والضرب و القسمة ، ومفاتيح الذاكرة، ومفاتيح النسبة المئوية ، مقلوب عدد ، دالة أسية والجذر التربيعي .